# Набэсима Наоката (1695—1728)
Набэсима Наоката (яп. 鍋島 直堅, 9 июня 1695 — 14 января 1728) — японский даймё периода Эдо, 5-й правитель княжества Касима (1705—1727).

## Биография
Родился в районе Аояма в Эдо как пятый сын Набэсимы Наоэда, 4-го даймё Касимы. После смерти своего отца в 1705 году он унаследовал княжество. Однако Наоката был болезненным с рождения. В начале 1728 года Набэсима Наоката умер в Касиме в возрасте 32 лет. Ему наследовал его старший сын Набэсима Наосато.

## Семья
Жена, Отио, дочь Набэсимы Наонори, 3-го даймё Хасуноикэ. Старший сын, Набэсима Наосато, от наложницы из рода Идэ.